# Johannes Leismüller
Johannes Leismüller (* 1936 in Partenkirchen) ist ein deutscher Bildhauer.

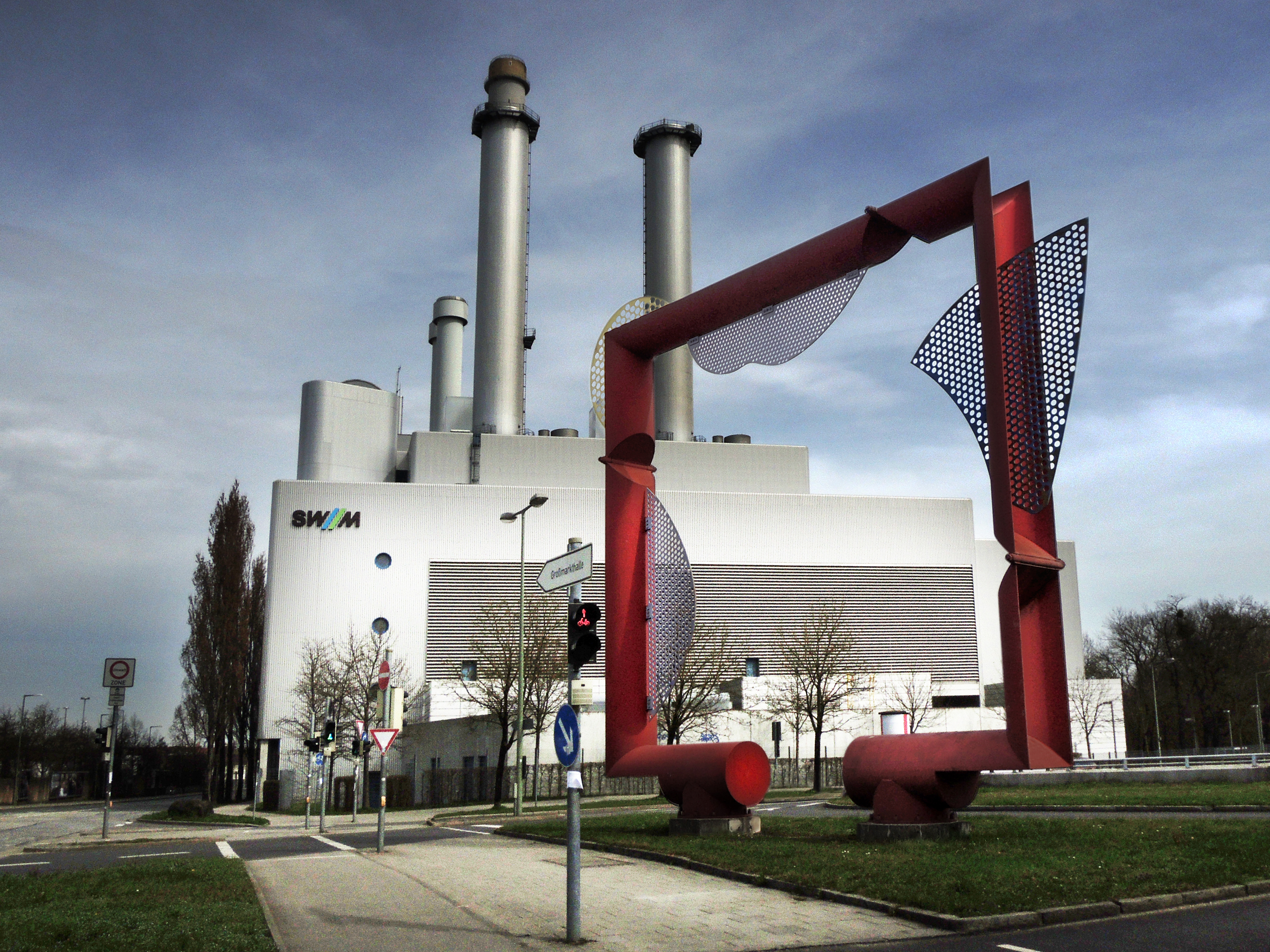
Torkonstruktion (1989) vor dem Heizkraftwerk Süd

## Werdegang
Ab 1955 studierte Leismüller an der Akademie der Bildenden Künste München, und ab 1960 an der École nationale supérieure des beaux-arts de Paris. 1962 erhielt er sein Diplom in München. Ab 1963 war er selbstständiger Künstler.
1970 bekam er ein Stipendium Villa Massimo.
Seit den fünfziger Jahren war er immer wieder in Griechenland, wo er heute den größten Teil seiner Zeit lebt und arbeitet.

## Werke (Auswahl)

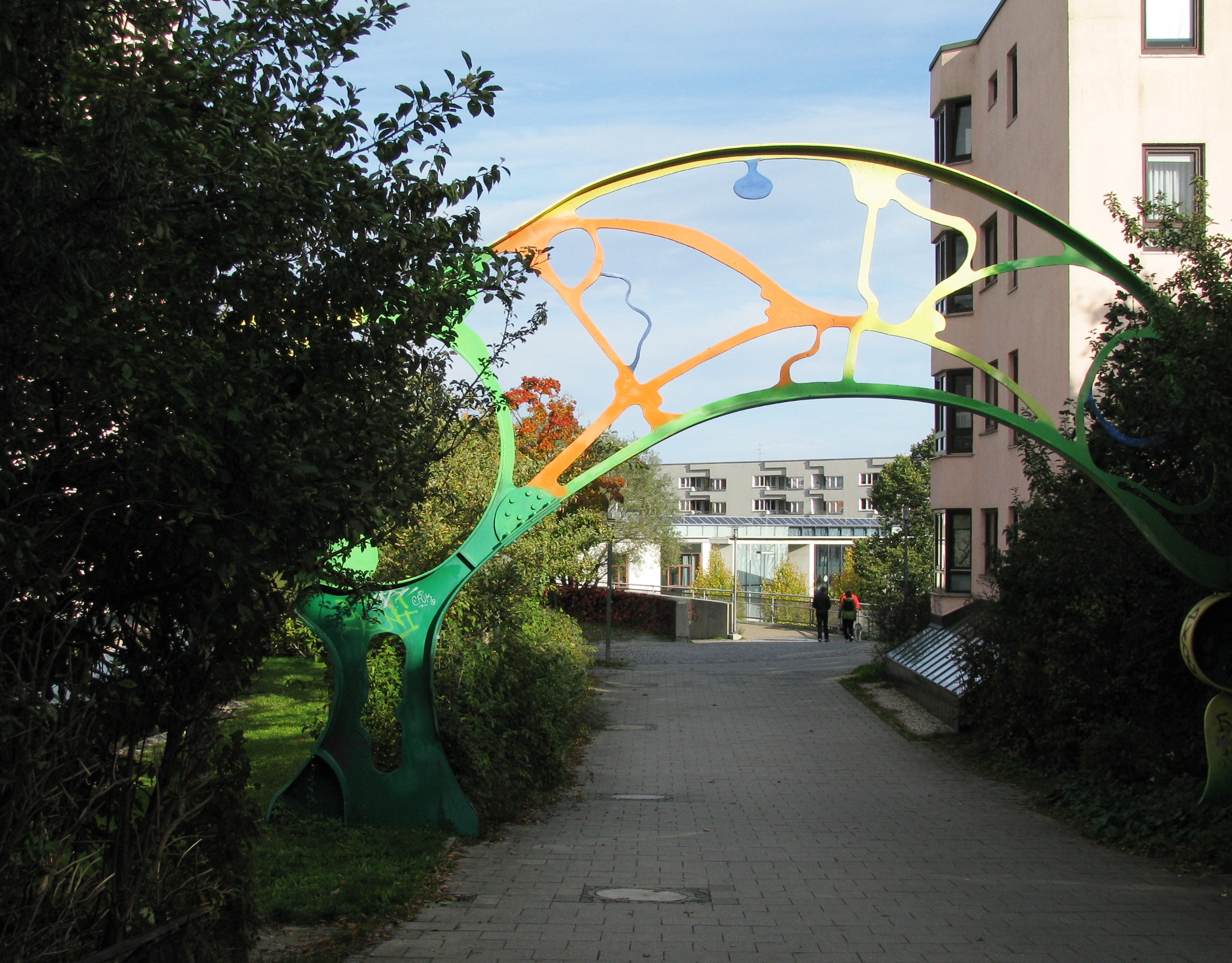
Fliegende Landschaft (1983) am Westpark München

- Fliegende Landschaft (1983) am  Westpark München1971: Die Quelle, Quiddestraße 16, München[4]
- 1974: Portal, Taufbecken, Tabernakel und Kruzifix in St. Michael (Burgrain)[5]
- 1974: Weibliche Sitzende, Bronze[6]
- 1982: Raumbogen, Mittlerer Ring, München
- 1983: Fliegende Landschaft, Ganghoferstraße am Westpark München
- 1986: Vier Heiligenfiguren in St. Wolfgang (Sigiswang)
- 1989: Torkonstruktion, Brudermühlstraße, München
- 1990: Guten Tag – Säulenstümpfe, Dietzfelbinger Platz 5, München

## Auszeichnungen
1977: Schwabinger Kunstpreis im Fach Plastik/Bildhauerei

## Publikation
- Maritime Skulpturen. Fricke, 1987, ISBN 978-3881841016.[8]
- In Hellas. Droemer Knaur, ISBN 978-3426603925.
- Der Zyklop. Roman, Droemer Knaur, 1999, ISBN 978-3-426-61112-8.
- Café Athen. Erzählung, Bibliothek der Provinz, 2002, ISBN 978-3852524399.